# Жатецка
Жатецка (чеш. Žatecká) — улица в центре Праги, столицы Чехии. Находится в Старом городе, соединяет улицы Широкая и Платнержска.

## География
Жатецка — небольшая улицы, начинается от Широкой и продолжается в южном направлении. Пересекает улицу Капрова и упирается в Платнержску недалеко от Марианской площади. Общая протяжённость улицы составляет около 190 метров.

## История
В 1615 — 1641 годах дом под номером 41/4 принадлежал городу Жатец, поэтому улица получила название «Жатецка». В настоящее время в доме 41/4 находится гостиница My House Apartments.

## Здания и сооружения
На улице находятся:
- Муниципальная библиотека Праги — дом 1;
- Пражская компания по управлению водными ресурсами — дом 2;
- винный магазин Nicolas — дом 3;
- ресторан Mlejnice — дом 7;
- ресторан Sedm konšelů — дом 10.